# Høflighed
Høflighed er venlig, opmærksom og hensynsfuld opførsel. Det er gode manerer og etikette og er et kulturelt fænomen: Hvad der anses for høfligt i en kultur, kan være uhøfligt eller excentrisk i andre.
Selv om målet med høflighed er at gøre alle afslappede og komfortable, vil de kulturelt definerede standarder til tider blive manipuleret, så de med vilje bringer skam over en modpart. Studier har vist, at kvinder hellere bruger høflighed end mænd.
Høflighed er et socialt koncept. Det er opmærksomt at holde en dør eller give sin plads til en gammel, handikappet eller gravid. "Høflighed koster ingen penge!"
Det kan også være at give komplimenter eller bukke.